# 驚奇南方古猿
驚奇南方古猿，又名南方古猿驚奇種，是於1996年由貝哈內·阿斯福及蒂姆·D·懷特發現的南方古猿。最初相信牠是人類的祖先，且是南方古猿及人類之間失落的連繫。但是現時相信牠是人類祖先的競爭對手，而非人類祖先。驚奇南方古猿的化石是介乎200-300萬年前，這段時期只有很少的化石紀錄。牠的化石是在埃塞俄比亞阿法爾窪地的中阿瓦什發現。

## 形態
驚奇南方古猿的化石，如BOU-VP-12/130，與阿法南方古猿及非洲南方古猿有所分別。驚奇南方古猿的顱腔約有450立方厘米，與其他的南方古猿類相同。牠的小臼齒及臼齒有些地方像鮑氏傍人。有指若驚奇南方古猿是人屬（如巧人）的祖先，牠們的下頜骨形態在約20-30萬的時間內出現很大的變化。

## 最早的石器用具
在發現驚奇南方古猿化石的位點中，亦發現了一些原始形狀的石器工具，彷似奧杜威文化期工藝，估計是屬於250-260萬年前。這些較巧人工具還要古老的器具，估計是屬於現今人科直系祖先的。一直以來，人類學家認為只有人屬的成員才有能力生產工具，但是在奧杜威及阿秀爾時期卻有一些原始的工具。另外在埃塞俄比亞亦有發現估計屬於250萬年前約3000件的石器工具。

## 外部連結
- The Earliest Human Ancestors: New Finds, New Interpretations
- http://www.archaeologyinfo.com/australopithecusgarhi.htm （页面存档备份，存于）
- Australopithecus garhi （页面存档备份，存于）